# Jussi Markkanen
Jussi Aleksi Markkanen (* 8. Mai 1975 in Imatra) ist ein ehemaliger finnischer Eishockeytorwart, der zuletzt bei SaiPa Lapeenranta in der Liiga spielte.

## Karriere
Markkanen begann mit dem Profieishockey in der finnischen SM-liiga, wo er sechs Spielzeiten verbrachte. Im NHL Entry Draft 2001 wählten ihn die Edmonton Oilers in der fünften Runde an Position 133 aus. Direkt zur folgenden Saison transferierte der Finne nach Nordamerika spielte seitdem für die Edmonton Oilers in der National Hockey League. Seine Zeit bei den Oilers wurde unterbrochen, als er 2003 mit den New York Rangers gegen Brian Leetch getauscht wurde. Die Oilers tauschten Markkanen jedoch noch in der gleichen Saison zurück. Die Zeit des Lockouts 2004/05 verbrachte er in der russischen Superliga.
In der Saison 2005/06 konkurrierte Markkanen mit Ty Conklin um den Posten als Nummer zwei hinter Dwayne Roloson. Nach einer Verletzung von Roloson bekam Markkanen in den Stanley-Cup-Finals die Rolle als Starter. Zuvor hatte Markkanen drei Monate lang nicht gespielt. Markkanen half mit, den Rückstand gegen die Carolina Hurricanes aufzuholen. Im sechsten Spiel der Finalserie gelang ihm der erste Shutout seiner Karriere. Die entscheidende siebte Partie verloren die Oilers und der Stanley Cup ging an die Hurricanes. Während der Saison 2006/07 war er die Nummer zwei hinter Dwayne Roloson und absolvierte 22 Spiele. Nach der Saison wurde sein Vertrag nicht verlängert und er wechselte in die finnische SM-Liiga zu Jokerit.

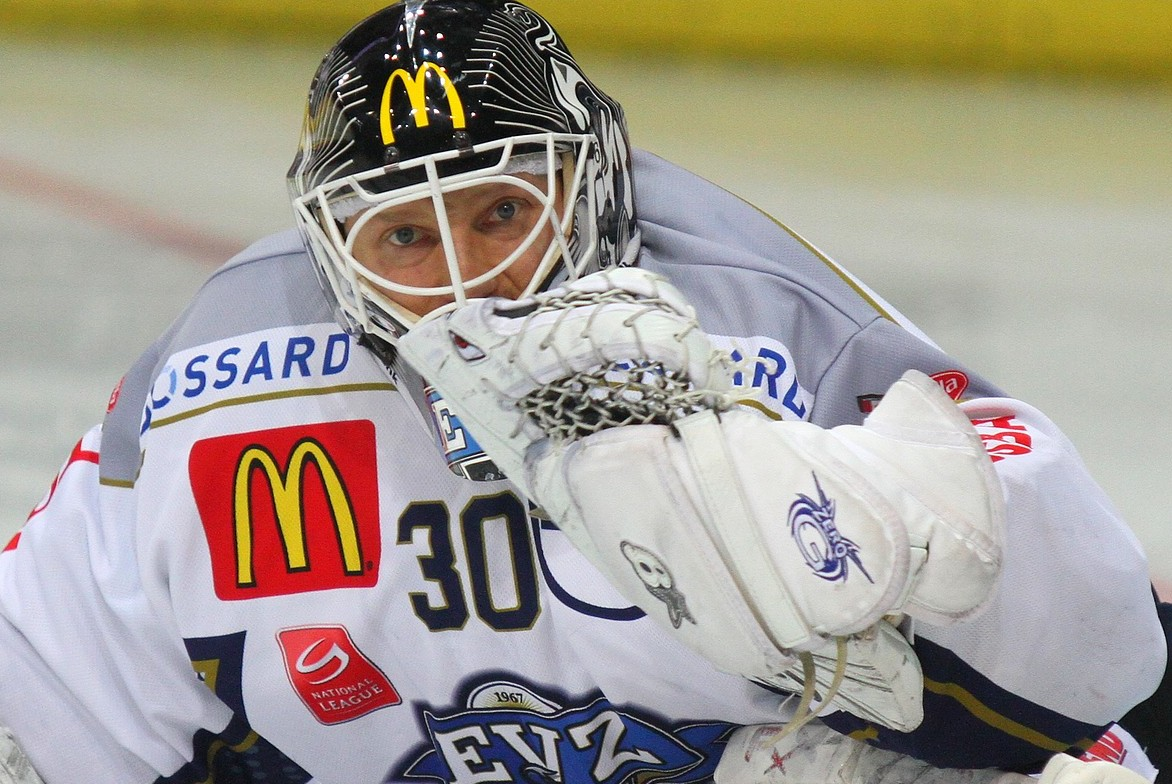
Jussi Markkanen 2012

In Finnland absolvierte er 56 Spiele und erreichte mit Jokerit das Halbfinale der Playoffs. Nach einer Saison in seiner Heimat ging Markkanen 2008 nach Russland, wo er für den HK ZSKA Moskau in der Kontinentalen Hockey-Liga spielte. Zwischen 2009 und 2013 war er beim EV Zug aus der National League A beschäftigt, ehe er zu seinem Heimatverein zurückkehrte.
Im Februar 2017 wurde er bis zum Ende der Saison 2016/17 an den EV Zug ausgeliehen, um im Falle einer Verletzung von Tobias Stephan einen weiteren Ersatzmann zu haben. Markkanen absolvierte einen Pflichtspieleinsatz für den EV Zug, ehe er nach Ende des Leihvertrages zu SaiPa zurückkehrte.

### International
In der finnischen Nationalmannschaft wurde Markkanen 2002 und 2004 bei der Eishockey-Weltmeisterschaft eingesetzt. Für die finnische Juniorenmannschaft spielte er 1994 und 1995 bei der Junioren-Weltmeisterschaft.

## Erfolge und Auszeichnungen
- 1993 Rookie des Jahres der I-divisioona
- 2001 Urpo-Ylönen-Trophäe
- 2001 SM-liiga All-Star-Team
- 2014 Urpo-Ylönen-Trophäe

### International
- 2002 Bester Gegentorschnitt der Weltmeisterschaft